# 昌寧郡

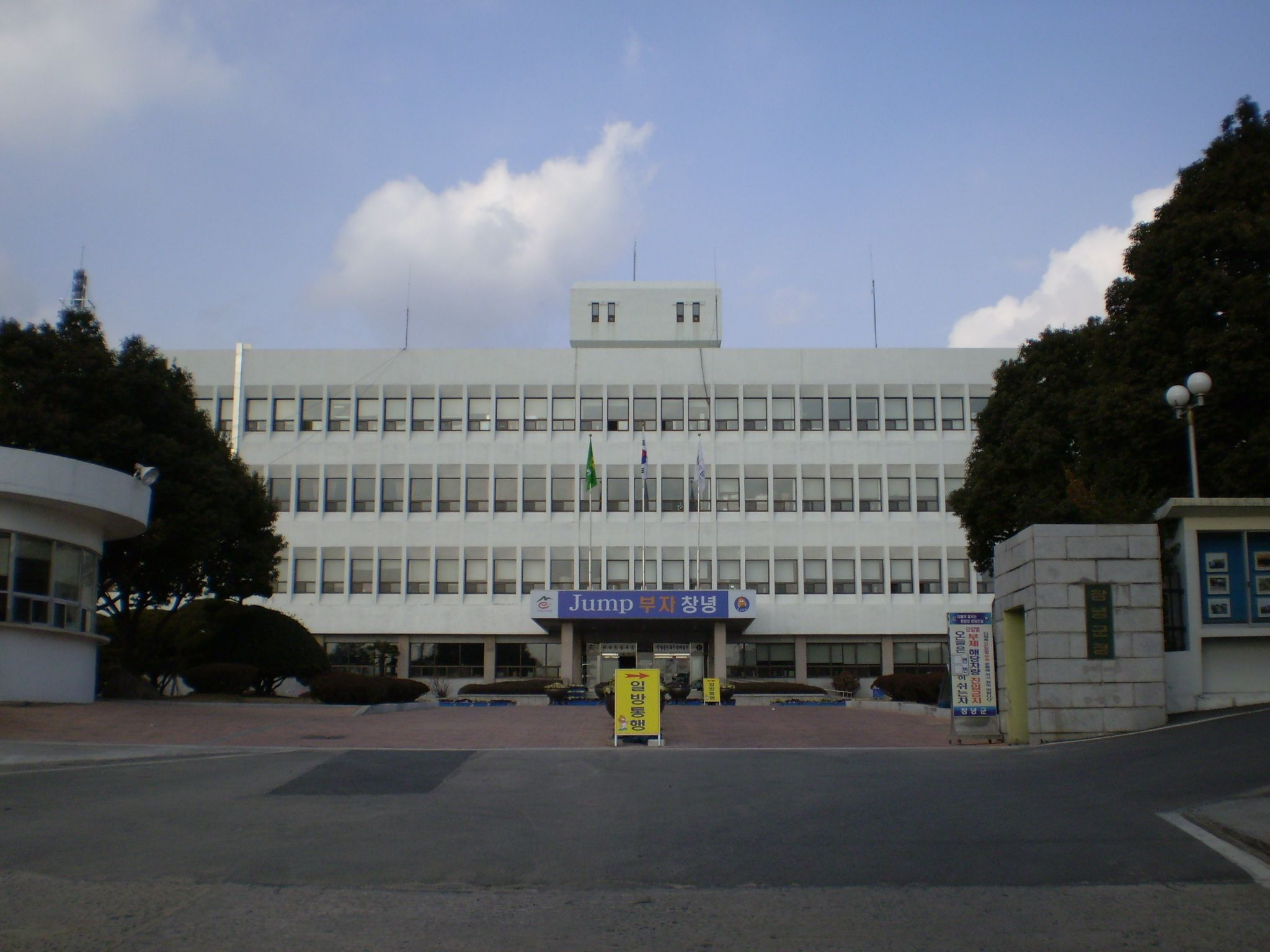
昌寧郡庁

昌寧郡（チャンニョンぐん）は、大韓民国慶尚南道の東北部にある郡である。郡の北部を大邱広域市と接している。

## 歴史
- 1895年6月23日（旧暦閏5月1日）- 大邱府昌寧郡に改編。[2]
- 1896年8月4日 - 慶尚南道昌寧郡に改編。[3]
- 1914年4月1日 - 郡面併合により、昌寧郡および霊山郡の大部分（吉谷面の一部を除く）が合併し、昌寧郡が発足。昌寧郡に以下の面が成立。[4]（15面）
  - 邑内面・高岩面・城山面・大合面・梨房面・遊漁面・大池面・昌楽面・南谷面・丈麻面・釜谷面・霊山面・吉谷面・都泉面・桂城面

| 朝鮮総督府令第111号 |            |                                                                              |
| 旧行政区画          | 新行政区画 | 新行政区画                                                                   |
| 昌寧郡城上面        | 城山面     | 가복리、대산리、방리、연당리、운봉리                                         |
| 昌寧郡城下面        | 城山面     | 대견리、냉천리、정녕리、후천리                                               |
| 昌寧郡高岩面        | 高岩面     | 간상리、대암리、억만리、원촌리、중대리                                       |
| 昌寧郡月未面        | 高岩面     | 감리、계상리、우천리                                                         |
| 昌寧郡邑内面        | 邑内面     | 교동、교상동、교하동、말흘리、송현동、술정리、조산리、직교리                 |
| 昌寧郡고암면        | 邑内面     | 도야리、하리                                                                 |
| 昌寧郡昌楽面        | 昌楽面     | 신촌리、여초리、옥천리、용석리、탄하리、퇴천리                               |
| 昌寧郡어촌면        | 昌楽面     | 외부리                                                                       |
| 昌寧郡大招面        | 大池面     | 구미리、용소리、본초리、창산리、효정리                                       |
| 昌寧郡池浦面        | 大池面     | 모산리、석리、왕산리                                                         |
| 昌寧郡大谷面        | 大合面     | 내울리、대곡리、도개리、소야리、신당리、주매리、퇴산리                       |
| 昌寧郡合山面        | 大合面     | 대동리、등지리、목단리、십이리、이방리、합리                                 |
| 昌寧郡介福面        | 大合面     | 모전리、장기리、평지리                                                       |
| 昌寧郡遊長面        | 遊漁面     | 가항리、대대리、미구리、부곡리、선소리、세진리                               |
| 昌寧郡漁村面        | 遊漁面     | 광산리、진창리、풍조리                                                       |
| 昌寧郡梨房面        | 梨房面     | 모곡리、상리、석리、성산리、옥천리、현창리                                   |
| 昌寧郡五也面        | 梨房面     | 거남리、동산리、등림리、송곡리、안리、장천리、초곡리                         |
| 昌寧郡南谷面        | 南谷面     | 고곡리、대곡리、반포리、수개리、시남리、아지리、월하리、칠현리               |
| 霊山郡道沙面        | 南谷面     | 남지리、마산리、용산리、성사리、신전리、학계리                               |
| 霊山郡邑内面        | 霊山面     | 교리、구계리、동리、봉암리、서리、성내리、신제리、월령리、죽사리             |
| 霊山郡丈加面        | 丈麻面     | 대봉리、동정리、산지리、신구리、장가리、초곡리                               |
| 霊山郡麻姑面        | 丈麻面     | 강리、유리                                                                   |
| 霊山郡吉谷面        | 吉谷面     | 길곡리、마천리、오호리、증산리                                               |
| 霊山郡釜谷面        | 釜谷面     | 거문리、구산리、노리、부곡리、비봉리、사창리、수다리、온정리、청암리、학포리 |
| 霊山郡都泉面        | 都泉面     | 일리、도천리、논리、우강리、덕곡리、어만리、송진리、예리                     |
| 霊山郡桂城面        | 桂城面     | 봉산리、광계리、신당리、사리、명리、계성리                                   |

- 1918年 - 邑内面が昌寧面に改称。（15面）
- 1936年4月1日 - 南谷面が南旨面に改称。[5]（15面）
- 1955年7月1日 - 昌楽面が昌寧面に編入。[6]（14面）
- 1960年1月1日 - 昌寧面が昌寧邑に昇格。[7]（1邑13面）
- 1963年1月1日 - 南旨面が南旨邑に昇格。[8]（2邑12面）
- 1971年 - 昌寧邑に高谷出張所を設置した。

## 行政

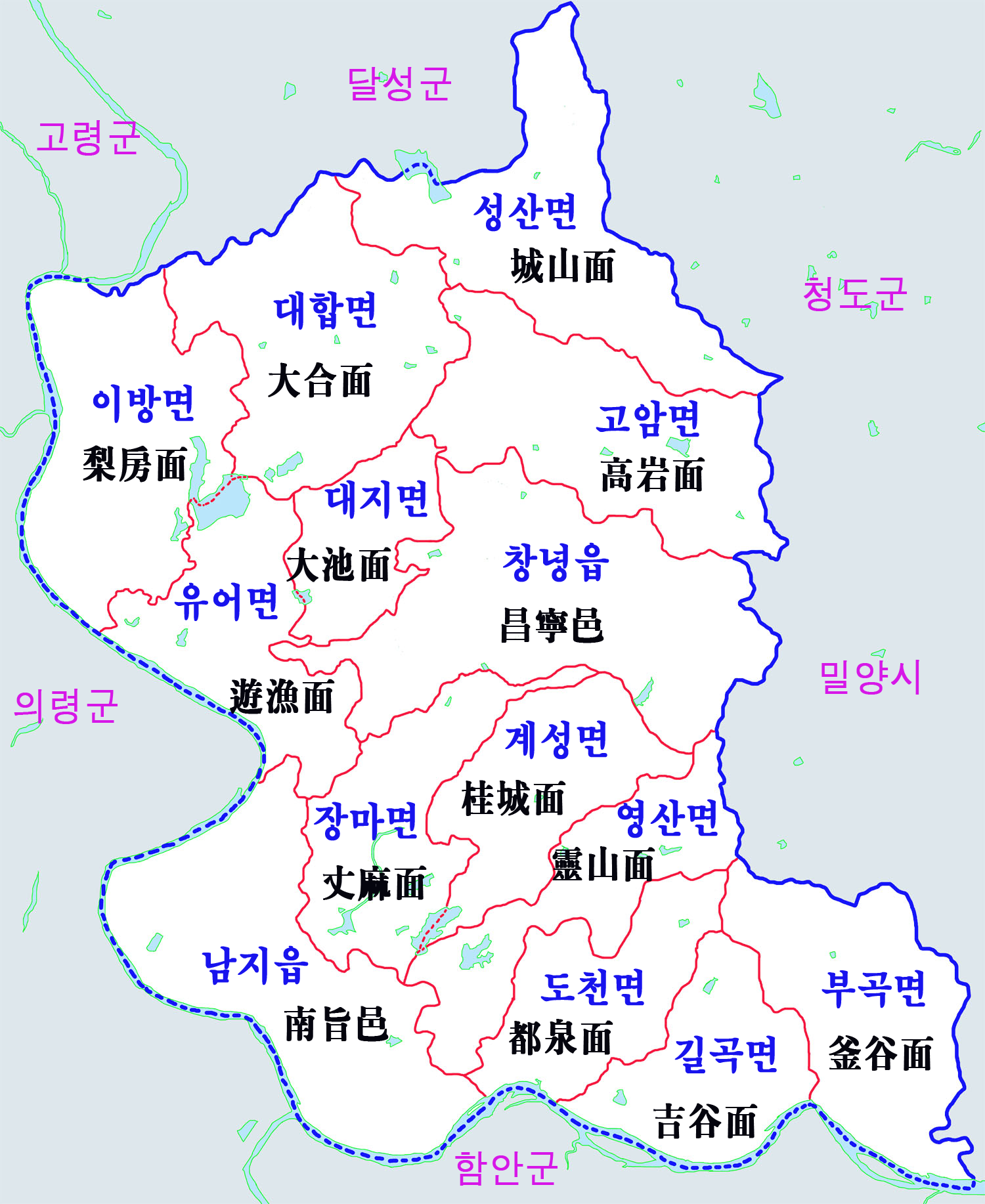
行政区域図

### 行政区域
| 邑・面 | 法定里 |
| ------ | --- |
| 昌寧邑 | 新村里、末屹里、余草里、兎川里、玉泉里、外釜里、龍石里、造山里、松峴里、直橋里、呑下里、道也里、橋下里、橋上里、述亭里、校里、下里 |
| 南旨邑 | 南旨里、馬山里、鶴桂里、龍山里、新田里、成士里、阿支里、鼓谷里、樹介里、詩南里、漆峴里、泮浦里、大谷里、月下里                     |
| 高岩面 | 中大里、大岩里、甘里、澗上里、桂上里、億万里、元村里、牛川里                                                                       |
| 城山面 | 後川里、丁寧里、雲峰里、大見里、加福里、冷泉里、垈山里、芳里、蓮塘里                                                               |
| 大合面 | 十二里、大同里、灯旨里、茅田里、所也里、主梅里、道介里、大谷里、内亐里、場基里、神堂里、兎山里、坪旨里、牧丹里、伊方里、合里       |
| 梨房面 | 雁里、東山里、石里、玄倉里、城山里、上里、牟谷里、玉泉里、草谷里、巨南里、松谷里、長川里、登林里                                   |
| 遊漁面 | 釜谷里、尾九里、加項里、世津里、大垈里、船所里、陳倉里、光山里、風槽里                                                             |
| 大池面 | 旺山里、牟山里、石里、蒼山里、孝亭里、本招里、九尾里、龍沼里                                                                       |
| 丈麻面 | 講里、幽里、丈加里、草谷里、山旨里、新亀里、東亭里、大鳳里                                                                         |
| 釜谷面 | 釜谷里、巨文里、社倉里、温井里、青岩里、魯里、鶴浦里、九山里、飛鳳里、水多里                                                       |
| 霊山面 | 九渓里、校里、城内里、東里、西里、竹紗里、新堤里、月嶺里、鳳岩里                                                                   |
| 吉谷面 | 曽山里、五湖里、吉谷里、馬川里 |
| 都泉面 | 都泉里、徳谷里、一里、礼里、於万里、論里、友江里、松津里                                                                           |
| 桂城面 | 明里、舎里、新堂里、桂城里、広渓里、鳳山里                                                                                         |

### 警察
- 昌寧警察署

### 消防
- 昌寧消防署（大池面にある）

## 教育

### 高等学校
特記外は私立
- 昌寧高等学校
- 霊山高等学校（公立）
- 南旨高等学校
- 昌寧工業高等学校
- 昌寧女子高等学校
- 昌寧大城高等学校
- 昌寧沃野高等学校
- 昌寧第一高等学校（公立）

## 交通

### 高速道路
- 中部内陸高速道路
  - 南旨インターチェンジ - 霊山インターチェンジ -  霊山サービスエリア （馬山方向のみ）- 昌寧インターチェンジ

### 国道
- 国道5号
- 国道20号線 (韓国)
- 国道24号線 (韓国)
- 国道79号線 (韓国)

## 名所
- 釜谷温泉
- 牛浦沼 - ラムサール条約登録湿地（韓国のラムサール条約登録地一覧参照）

## 出身者
- 洪準杓 - 政治家。
- 朴元淳 - 政治家。ソウル特別市長。
- 朴映宣 - 政治家。
- 成蕙琳 - 女優。金正日の元妻。
- 張本勲 - 日本のプロ野球選手。在日韓国人。